# Decaschistia byrnesii
Decaschistia byrnesii là một loài thực vật có hoa trong họ Cẩm quỳ. Loài này được J.E.Fryxell mô tả khoa học đầu tiên năm 1974.